# Cumandá (canton)
Cumandá est un canton d'Équateur situé dans la province de Chimborazo.